# Bundesvereinigung der Musikveranstalter
Die Bundesvereinigung der Musikveranstalter e.V. (BVMV) ist eine Gesellschaft zur Vertretung von Betrieben und Organisationen als gewerbliche Nutzer von musikalischen und literarischen Aufnahmerechten und von Leistungsschutzrechten auf dem Gebiet des Urheberrechts. Nach Mitgliederzahlen ist sie die größte Musiknutzervereinigung in Deutschland. Ihren Geschäftssitz hat die BVMV seit 1981 in der Geschäftsstelle des DEHOGA Bundesverbandes, einem der wichtigsten Mitglieder der BVMV.

## Geschichte
Die BVMV wurde im Jahr 1962 gegründet, um die Interessen von Gastronomen, Einzelhändlern und anderer Gewerbetreibender zu vertreten, die für ihr Gewerbe musikalische Urheber- und Leistungsschutzrechte erwerben müssen. Zur damaligen Zeit wurde insbesondere von Gastronomen zunehmend erwartet, dass sie ein Fernsehgerät bereitstellen. Auch im Gewerbe wurde die Wiedergabe von Musik erwartet.

## Organisation
Die BVMV ist Tarifverhandlungspartner der GEMA, der GVL sowie anderer Verwertungsgesellschaften. Die von der BVMV geschlossenen Gesamtverträge erlauben ihren Mitgliedern die Musiknutzung zu einheitlichen vergünstigten Bedingungen. Die gegenwärtigen Geschäftsführer der BVMV sind Ingrid Hartges und Stephan Büttner. Mitglieder der BVMV sind ihrerseits große Verbände, wie der Deutsche Hotel- und Gaststättenverband, der Handelsverband Deutschland, die Bundesvereinigung kommunaler Spitzenverbände oder der Europäische Verband der Veranstaltungszentren. Mittelbar vertritt die BVMV gut 200.000 musiknutzende Betriebe.

## Positionen
Die BVMV ist eine Nutzervereinigung gem. § 35 VGG und verhandelt mit den Verwertungsgesellschaften, um Gesamtverträge abzuschließen. Mit dem Zusammenschluss zur BVMV verfolgen die Musiknutzer das Ziel, der GEMA als faktischem Monopolisten bei der Verwertung von Musikrechten einen Verhandlungspartner auf Augenhöhe gegenüberzustellen. Deshalb fungiert die BVMV auch als Lobbyverband, der in Positionspapieren ein zurückhaltendes Verständnis von Musiknutzungen propagiert, beispielsweise die Einführung einer Obergrenze für die Gesamtabgaben, die Musikveranstalter an Rechteinhaber zahlen müssen. Als die GEMA ihre Gebührensätze im Jahr 2012 deutlich erhöhte, organisierte der BVMV eine Medienkampagne. In der Folge wurde die Umsetzung der neuen Tarife von der GEMA verschoben und später nur in modifizierter Form umgesetzt.